# Jenka
Jenka (fi. jenkka eller letkajenkka) er en finsk selskabsdans i 2/4-takt.
I dansen står alle på en lang række og holder den foranstående på skuldrene. Dansen er meget enkel og består af to spark til venstre efterfulgt af to spark til højre, et hop frem, et hop tilbage og til sidst tre hop fremad.
Dansen opnåede stor popularitet i begyndelsen af 1960'erne, da den blev lanceret i TV hos Volmer Sørensen af det dansende søskendepar Bo og Britt Bendixen.